# Trường Đại học Tôn Đức Thắng
Trường Đại học Tôn Đức Thắng (TDTU) là một trường đại học công lập của Việt Nam. Trường trực thuộc Tổng Liên đoàn Lao động Việt Nam.
Trường hoạt động theo cơ chế tự chủ toàn diện. Trường hiện có các cơ sở tại TP. Hồ Chí Minh, tỉnh Khánh Hòa, tỉnh Lâm Đồng.

## Lịch sử
Tiền thân của Trường Đại học Tôn Đức Thắng là Trường Đại học Công nghệ Dân lập Tôn Đức Thắng, được thành lập theo quyết định 787/TTg-QĐ ngày 24 tháng 9 năm 1997 của Thủ tướng Chính phủ. Trường do Liên đoàn lao động Thành phố Hồ Chí Minh sáng lập, đầu tư và lãnh đạo trực tiếp thông qua Hội đồng quản trị nhà trường do Chủ tịch Liên đoàn Lao động Thành phố đương nhiệm qua các thời kỳ là Chủ tịch.
Với sự tăng trưởng ngày càng nhanh, để Trường có pháp nhân phù hợp bản chất thực của nó (là Trường của tổ chức công đoàn và hoàn toàn không có yếu tố tư nhân), ngày 28 tháng 1 năm 2003, Thủ tướng Chính phủ đã ra Quyết định số 18/2003/TTg-QĐ chuyển đổi pháp nhân của Trường thành Trường Đại học Bán công Tôn Đức Thắng, trực thuộc Ủy ban Nhân dân Thành phố Hồ Chí Minh.
Ngày 11 tháng 6 năm 2008, Phó Thủ tướng Chính phủ Nguyễn Thiện Nhân đã ký Quyết định số 747/QĐ-TTg về việc đổi tên Trường Đại học Bán công Tôn Đức Thắng trực thuộc Ủy ban nhân dân Thành phố Hồ Chí Minh thành Trường Đại học Tôn Đức Thắng (công lập) và chuyển về trực thuộc Tổng Liên đoàn Lao động Việt Nam.

## Xếp hạng đại học
Tháng 11/2024, tổ chức Times Higher Education (THE) công bố bảng xếp hạng đại học nghiên cứu khoa học liên ngành tốt nhất thế giới năm 2025 (Interdisciplinary Science Rankings 2025). Trong lần đầu tiên THE công bố bảng xếp hạng này, TDTU xếp vị trí 95 trong tổng số 749 đại học được xếp hạng và 274 cơ sở giáo dục khác có tham gia nhưng chưa được xếp hạng (trạng thái Reporter).
Tháng 10/2023, hệ thống xếp hạng đại học thế giới (THE World University Rankings) xếp TDTU xếp thứ 601-800 trong kỳ xếp hạng 2024 của THE. Tháng 10/2022, TDTU xếp thứ 401-500 trong kỳ xếp hạng 2023 của THE. Tháng 9/2021, TDTU vào Top 500 đại học tốt nhất toàn cầu cho kỳ xếp hạng 2022.
Tháng 5/2024, bảng xếp hạng các đại học trẻ tốt nhất thế giới của Tổ chức xếp hạng đại học Times Higher Education công bố Trường Đại học Tôn Đức Thắng được xếp thứ 179 trong tổng số 1.171 đại học được đưa vào bảng xếp hạng. Tháng 6/2023, TDTU đã được xếp thứ 101 - 150 trong tổng số 963 đại học được đưa vào bảng xếp hạng. Tháng 2/2022, TDTU đã được xếp thứ 98 trong tổng số 790 đại học được đưa vào bảng xếp hạng.
Tháng 6/2024, tổ chức xếp hạng đại học thế giới Quacquarelli Symonds (QS) đã công bố kết quả xếp hạng đại học thế giới QS World University Rankings 2025. TDTU xếp vị trí 711-720 trong tổng số 1.503 các cơ sở giáo dục đại học tham gia xếp hạng. Tháng 12/2023, hệ thống xếp hạng đại học QS đã công bố kết quả xếp hạng các đại học bền vững năm 2024 TDTU đã được xếp vào nhóm 881-900 các đại học phát triển bền vững nhất thế giới. Tháng 10/2022, tổ chức này xếp TDTU vào nhóm 601+ các đại học phát triển bền vững nhất thế giới.
Tháng 12/2023, hệ thống xếp hạng đại học QS (Quacquarelli Symonds - Anh Quốc) đã công bố kết quả xếp hạng các đại học bền vững năm 2024 (QS Sustainability Rankings 2024) TDTU đã được xếp vào nhóm 881-900 các đại học phát triển bền vững nhất thế giới. Tháng 10/2022, tổ chức này xếp TDTU vào nhóm 601+ các đại học phát triển bền vững nhất thế giới.
Tháng 4/2025, bảng xếp hạng các đại học châu Á năm 2025 (Asia University Rankings 2025) của Tổ chức xếp hạng đại học THE (Times Higher Education) công bố Trường Đại học Tôn Đức Thắng (TDTU) được xếp thứ 201-250 trong tổng số 1.213 cơ sở giáo dục đại học ở châu Á được xếp hạng.
Tháng 11/2023, tổ chức QS Asia University Rankings xếp TDTU thứ 138 trong tổng số 856 đại học tốt nhất Châu Á trong kỳ xếp hạng 2024. Như vậy, trong kỳ xếp hạng này, TDTU duy trì thứ hạng 138 so với kỳ xếp hạng 2023, trong bối cảnh số cơ sở giáo dục đại học tham gia xếp hạng tăng từ 760 lên 856 cơ sở. TDTU có mặt trong bảng xếp hạng này lần đầu trong kỳ xếp hạng năm 2019 với vị trí 291-300 Châu Á. Năm 2020, thứ hạng của TDTU là 207, năm 2021 là 163, năm 2022 là 142 và 2023 là 138.
Tháng 12/2024, tổ chức xếp hạng UI GreenMetric World University Ranking xếp TDTU thứ 87 trong tổng số 1.477 đại học tham gia xếp hạng. Tháng 12/2023, tổ chức xếp hạng UI GreenMetric World University Ranking xếp TDTU thứ 91 trong tổng số 1182 đại học tham gia xếp hạng. TDTU có mặt trong TOP 100 của bảng xếp hạng này vào tháng 12/2020 với vị trí 83 trong tổng số 911 đại học tham gia xếp hạng. Tháng 12/2021, thứ hạng của TDTU là 122 trong tổng số 956 đại học tham gia xếp hạng, tháng 12/2022 là 114 trong tổng số 1.050 đại học tham gia xếp hạng.
Tháng 12/2023, tổ chức xếp hạng đại học thế giới theo thành tựu học thuật URAP (University Ranking by Academic Performance) xếp TDTU thứ 501 trong bảng xếp hạng đại học tốt nhất thế giới năm 2023-2024. TDTU xuất hiện lần đầu tiên trong bảng xếp hạng của URAP năm 2018-2019 với vị trí 1.422. Năm 2019-2020, thứ hạng của TDTU trong bảng này là 960. Năm 2020-2021, thứ hạng của TDTU là 639. Năm 2021-2022, thứ hạng của TDTU là 427. Năm 2022-2023, thứ hạng của TDTU là 435.
Tháng 6/2024, US News xếp TDTU thứ 253 trong tổng số 2.459 đại học được xếp hạng trong kỳ xếp hạng 2024-2025, duy trì hạng 1 tại Việt Nam. Tháng 10/2022, US News xếp TDTU thứ 223 trong tổng số 2.165 đại học được xếp hạng trong kỳ xếp hạng 2023-2024. Tháng 10/2021, hệ thống xếp hạng đại học thế giới (US News & World Report Rankings) xếp TDTU thứ 387 trong tổng số 1.750 đại học được xếp hạng trong kỳ xếp hạng 2022-2023.
Tháng 6/2024, tổ chức xếp hạng THE công bố kết quả bảng xếp hạng Impact Rankings 2024, Trường Đại học Tôn Đức Thắng (TDTU) được xếp vào nhóm 401-600 thế giới về mức độ ảnh hưởng đối với sự phát triển bền vững toàn cầu trong tổng số 1.963 cơ sở giáo dục tham gia xếp hạng. TDTU có mặt trong bảng xếp hạng này ngay từ kỳ xếp hạng đầu tiên năm 2019 ở vị trí 101-200 với 467 cơ sở giáo dục đại học toàn cầu tham gia xếp hạng. Trong bối cảnh số lượng cơ sở giáo dục tham gia xếp hạng liên tục tăng lên ở các năm sau, TDTU vẫn duy trì ở nhóm thứ hạng cao của thế giới và thuộc top đầu của Việt Nam.

## Tổ chức
Trường có tổ chức theo các khối đơn vị như sau :

### Khối giảng dạy
- Khoa Công nghệ thông tin
- Khoa Dược
- Khoa Điện - Điện tử
- Khoa Kế toán
- Khoa Khoa học thể thao
- Khoa Khoa học ứng dụng
- Khoa Khoa học xã hội và Nhân văn
- Khoa Kỹ thuật công trình
- Khoa Lao động và Công đoàn
- Khoa Luật
- Khoa Môi trường và Bảo hộ lao động
- Khoa Mỹ thuật công nghiệp
- Khoa Ngoại ngữ
- Khoa Quản trị kinh doanh
- Khoa Tài chính - Ngân hàng
- Khoa Toán - Thống kê
- Phân hiệu Khánh Hòa
- Cơ sở Bảo Lộc
- Trường Quốc tế Việt Nam - Phần Lan

### Khối đào tạo, ứng dụng khoa học - kỹ thuật - công nghệ
- Viện Hợp tác, Nghiên cứu và Đào tạo quốc tế
- Viện Công nghệ tiên tiến
- Viện Chính sách kinh tế và Kinh doanh
- Viện Nghiên cứu di truyền và giống
- Trung tâm An toàn lao động và Công nghệ môi trường
- Trung tâm Tin học
- Trung tâm Đào tạo phát triển xã hội
- Trung tâm Đào tạo và Phát triển các giải pháp Kinh tế
- Trung tâm Giáo dục Quốc phòng an ninh
- Trung tâm Hợp tác Châu Âu
- Trung tâm Hợp tác doanh nghiệp và Cựu sinh viên
- Trung tâm Nghiên cứu và Đào tạo kinh tế ứng dụng
- Trung tâm Ngôn ngữ sáng tạo
- Trung tâm Tư vấn và Kiểm định xây dựng
- Trung tâm Ứng dụng và Phát triển mỹ thuật công nghiệp
- Trung tâm Việt Nam học và tiếng Việt cho người nước ngoài
- Trung tâm Thông tin học thuật và nghiên cứu
- Trung tâm Quan trắc môi trường
- Công ty TNHH dịch vụ kỹ thuật TĐT
- Tạp chí Công nghệ tiên tiến và Tính toán
- Tạp chí Công nghệ thông tin và Viễn thông
- Quỹ Phát triển khoa học công nghệ

### Khối quản lý, hành chính, phục vụ
- Phòng Công tác học sinh - sinh viên
- Phòng Đại học
- Phòng Sau đại học
- Phòng Điện toán - Máy tính
- Phòng Quản lý phát triển khoa học công nghệ
- Phòng Khảo thí và Kiểm định chất lượng
- Phòng Quản trị thiết bị
- Phòng Tài chính
- Phòng Tổ chức hành chính
- Phòng Thanh tra, Pháp chế và An ninh
- Phòng Kế hoạch - Dự án
- Ký túc xá
- Ban Truyền thông và quan hệ công chúng
- Thư viện

## Lãnh đạo qua các thời kỳ

### Chủ tịch hội đồng trường
- Hoàng Thị Khánh (1997 - 1998)
- Đặng Ngọc Tùng (1998 - 2003)
- Nguyễn Huy Cận (2004 - 2013)
- Trần Thanh Hải (2013 - 2014)
- Đặng Ngọc Tùng (2014 - 2016)
- Bùi Văn Cường (2016 - 2019)
- Vương Đức Hoàng Quân (4/2021 - 6/2022)
- Vũ Anh Đức (6/2022 - nay)

### Hiệu trưởng
- Châu Diệu Ái (1997 - 1998)
- Bùi Ngọc Thọ (1999 - 2006)
- Lê Vinh Danh (2006 - 2020)
- Trần Trọng Đạo (2020 - nay) (Quyền Hiệu trưởng, từ 16/11/2022 là Hiệu trưởng)

## Chất lượng đào tạo

### Kiểm định cấp cơ sở giáo dục
- Chứng nhận đạt chuẩn kiểm định cấp cơ sở giáo dục theo tiêu chuẩn FIBAA (giai đoạn 2024 - 2030): Ngày 06/03/2024, Trường Đại học Tôn Đức Thắng vinh dự được Hội đồng Kiểm định và Chứng nhận của FIBAA (FIBAA Accreditation and Certificate Committee) quyết định công nhận và trao con dấu chứng nhận kiểm định chất lượng cơ sở giáo dục đạt chuẩn quốc tế. Thời hạn công nhận của quyết định là 06 năm (tính từ ngày 06/03/2024 đến ngày 05/3/2030).
- Chứng nhận đạt chuẩn kiểm định của HCÉRES (giai đoạn 2018 - 2023): Ngày 02/07/2018, Hội đồng cấp cao về kiểm định nghiên cứu và giáo dục Cộng hòa Pháp (HCÉRES) đã có quyết định công nhận đại học đạt chuẩn đại học Cộng hòa Pháp (và cũng là đạt chuẩn Châu Âu) cho Trường Đại học Tôn Đức Thắng (TDTU). Thời hạn công nhận là 05 năm (từ tháng 7/2018 đến tháng 7/2023).

### Kiểm định chương trình đào tạo
- Có 20 chương trình đạt chuẩn kiểm định của AUN-QA: Bốn chương trình đào tạo được AUN-QA chứng nhận đợt đầu tiên bao gồm: Kỹ thuật điện tử - viễn thông, Kỹ thuật phần mềm, Khoa học môi trường và Tài chính - Ngân hàng. Theo kết quả chứng nhận, 4 chương trình đào tạo này đạt mức “Adequate as Expected” (Đáp ứng yêu cầu) hoặc "Better than Edaquate" (Đáp ứng tốt hơn yêu cầu). Tháng 3/2021, AUN-QA công nhận thêm 4 chương trình đào tạo bậc đại học của TDTU gồm: Toán ứng dụng, Kế toán, Công nghệ sinh học và Ngôn ngữ Anh. Thời hạn công nhận là 5 năm, từ ngày 01/3/2021 đến ngày 28/02/2026. Tháng 11/2021, AUN-QA tiếp tục công nhận 3 chương trình đào tạo bậc đại học gồm: Kiến trúc, Thiết kế đồ họa và Bảo hộ lao động. Thời hạn công nhận là 5 năm, từ ngày 01/11/2021 đến ngày 31/10/2026. Tháng 03/2023, AUN-QA đã công nhận 4 chương trình đào tạo bậc đại học bao gồm các ngành: Dược, Kỹ thuật hóa học, Thiết kế nội thất, Công nghệ kỹ thuật môi trường. Thời hạn công nhận là 5 năm, từ ngày 22/01/2023 đến ngày 21/01/2028. Tháng 3/2024, AUN-QA công nhận thêm 2 chương trình đào tạo bậc đại học của TDTU gồm: Ngôn ngữ Trung Quốc và Thiết kế thời trang. Thời hạn công nhận là 5 năm, từ ngày 29/3/2024 đến ngày 28/3/2029. Theo kết quả chứng nhận, 2 chương trình đào tạo này đạt mức "Better than Adequate" (Đáp ứng tốt hơn yêu cầu) hoặc “Adequate as Expected” (Đáp ứng yêu cầu). Tháng 12/2024, AUN-QA tiếp tục công nhận thêm 3 chương trình đào tạo gồm: Công tác xã hội (cử nhân), Thống kê (cử nhân) và Toán ứng dụng (thạc sĩ). Thời gian công nhận là 5 năm, từ ngày 05/01/2025 đến ngày 04/01/2030.
- Có 15 chương trình đạt chuẩn kiểm định FIBAA: Năm 2021, Trường Đại học Tôn Đức Thắng kiểm định thành công và được cấp dấu chất lượng (quality seals) theo tiêu chuẩn FIBAA (Foundation for International Business Administration Accreditation) cho 04 chương trình đào tạo trình độ đại học, bao gồm: Quan hệ lao động, Quy hoạch vùng và đô thị, Xã hội học, Việt Nam học - chuyên ngành Du lịch và Quản lý du lịch. Thời hạn công nhận là 05 năm (từ ngày 26/11/2021 đến ngày 25/11/2026). Năm 2023, TDTU một lần nữa khẳng định chất lượng đào tạo khi được FIBAA cấp con dấu chất lượng cho 07 chương trình đào tạo khác, bao gồm: Trình độ thạc sĩ (2 chương trình): Xã hội học, Tài chính - Ngân hàng; Trình độ đại học (5 chương trình): Luật, Marketing, Kinh doanh quốc tế, Quản trị kinh doanh - chuyên ngành Quản trị nhà hàng - khách sạn, Quản trị kinh doanh - chuyên ngành Quản trị nguồn nhân lực. Thời hạn công nhận cho các chương trình này là 05 năm (từ ngày 20/9/2023 đến ngày 19/9/2028). Năm 2024, TDTU một lần nữa khẳng định chất lượng đào tạo khi được FIBAA công nhận 04 chương trình đào tạo, bao gồm: Thạc sĩ Quản trị kinh doanh, Thạc sĩ Kế toán, Cử nhân Quản lý thể dục thể thao - chuyên ngành Kinh doanh thể thao và tổ chức sự kiện, Cử nhân Quản lý thể dục thể thao - chuyên ngành Golf. Thời hạn công nhận là 05 năm (từ ngày 14/6/2024 đến ngày 13/6/2029).
- Có 09 chương trình đào tạo đạt chuẩn kiểm định ASIIN: Tháng 12/2023, Hội đồng kiểm định của ASIIN đã quyết định công nhận và cấp con dấu chất lượng theo tiêu chuẩn ASIIN cho 09 chương trình đào tạo của Trường Đại học Tôn Đức Thắng, bao gồm: 05 chương trình đào tạo trình độ đại học: Khoa học máy tính, Kỹ thuật xây dựng, Kỹ thuật xây dựng công trình giao thông, Kỹ thuật điện, Kỹ thuật điều khiển và tự động; 04 chương trình đào tạo trình độ thạc sĩ: Khoa học máy tính, Kỹ thuật xây dựng, Kỹ thuật điện, Kỹ thuật điều khiển và tự động.

### Các chứng nhận khác
- Chứng nhận Hệ thống quản lý chất lượng ISO 9001: 2015: Trường Đại học Tôn Đức Thắng áp dụng hệ thống quản lý chất lượng theo ISO và được chứng nhận đáp ứng tiêu chuẩn ISO 9001 từ năm 2008. Đến tháng 3 năm 2017, Nhà trường đã cập nhật phiên bản ISO 9001: 2015 và đã được chứng nhận bởi tổ chức DNV - GL. Tháng 6 năm 2023, Tổ chức BSI đã thực hiện đánh giá và tiếp tục chứng nhận hệ thống quản lý chất lượng của Trường theo chuẩn ISO 9001: 2015.
- Chứng nhận “khuôn viên học đường thân thiện môi trường”: Ngày 20/4/2016, Liên hiệp các Hội UNESCO Việt Nam tổ chức Lễ trao chứng nhận “Khuôn viên học đường thân thiện môi trường” cho Trường Đại học Tôn Đức Thắng.